# Kwer jezik
Kwer jezik (ISO 639-3: kwr), jedan od tri zapadnih ok jezika, šire skupine ok-awyu, kojim govori oko 100 ljudi (1998 M. Donohue) u selu Kwer u regenciji Jayawijaya na indonezijskom dijelu Nove Gvineje.
Srodan je jeziku kopkaka [opk]. Etnička populacija (Kware) iznosi prema Joshua Projectu oko 900, od čeka 800 u Papui Novoj Gvineji, i svega 100 u Indoneziji.

## Vanjske poveznice
- Ethnologue (14th)
- Ethnologue (15th)
- Kwer